# Rauvolfia caffra
Rauvolfia caffra es una especie de árbol perteneciente a la familia Apocynaceae. Es comúnmente conocido como el Árbol de la quinina.

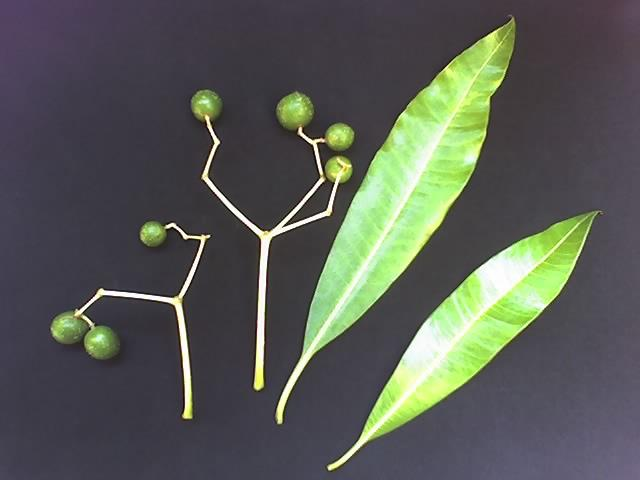
Hojas y frutas

## Distribución y hábitat
Estos árboles se distribuyen desde la Provincia Oriental del Cabo de Sudáfrica hasta África tropical y se encuentran en los bosques de baja altitud cerca de los ríos y arroyos y en las llanuras de inundación.

## Taxonomía
Rauvolfia caffra fue descrita por Otto Wilhelm Sonder y publicado en Linnaea 23: 77. 1850.
Etimología
Rauvolfia: nombre genérico que fue otorgado en honor del botánico alemán Leonhard Rauwolf.
caffra: epíteto
Sinonimia
- Rauvolfia caffra var. natalensis Stapf ex Hiern
- Rauvolfia goetzei Stapf
- Rauvolfia gonioclada K.Schum. ex Stapf
- Rauvolfia inebrians K.Schum.
- Rauvolfia leucopoda K.Schum. ex Stapf
- Rauvolfia macrophylla Stapf
- Rauvolfia mayombensis Pellegr.
- Rauvolfia natalensis Sond.
- Rauvolfia obliquinervis Stapf
- Rauvolfia ochrosioides K.Schum.
- Rauvolfia oxyphylla Stapf
- Rauvolfia tchibangensis Pellegr.
- Rauvolfia verticillata A.Chev.
- Rauvolfia welwitschii Stapf[2]